# Большие Пруды (Орловская область)
Больши́е Пруды́ — деревня в Новосильском районе Орловской области. Входит в состав  Прудовского сельского поселения.

## География
Расположена в восточной части области в 7 км от Новосиля.

## История
Деревня Большие Пруды упоминается в Дозорной книге Новосильского уезда за 1614-1615 гг. как деревня Нижние Пруды. В 1926 году д. Большие Пруды ещё входила в состав села Пруды, а потом выделилась в самостоятельный населённый пункт и имеет общую с ним историю.

## Население
| 2002 | 2010 |
| ---- | ---- |
| 140  | ↘128 |

## Примечание
1. 1 2  Всероссийская перепись населения 2010 года. 7. Численность населения городских округов, муниципальных районов, городских и сельских поселен
2. ↑  Данные Всероссийской переписи населения 2002 года: таблица № 02c. Численность населения и преобладающая национальность по каждому сельскому населённому пункту. — М.: Росстат, 2004.